# Asteroide potencialmente peligroso

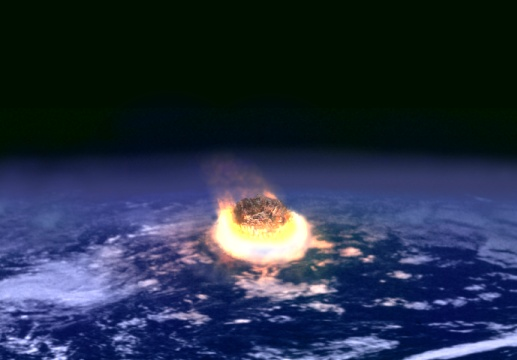
Ilustración del impacto de un asteroide del tamaño de unos pocos kilómetros sobre el planeta Tierra. Se estima que colisiones de este tipo ocurren cada cien millones de años.

Se denomina asteroide potencialmente peligroso o PHA (por sus siglas en inglés: Potentially Hazardous Asteroid) a los asteroides cercanos a la Tierra (NEA) cuya distancia mínima de intersección orbital con la terrestre es de 0,05 ua o menor, con una magnitud absoluta de 22 o más brillante. Esta distancia es aproximadamente una vigésima parte de la distancia media entre la Tierra y el Sol, y se cree que es la mayor magnitud posible de perturbación orbital dentro de una escala de tiempo de 100 años que podría resultar en una colisión. Los PHA constituyen alrededor del 20 % de los asteroides cercanos a la Tierra. El mayor de estos cuerpos es Toutatis. 
Se considera que estos objetos entrañan cierto riesgo de colisionar con la Tierra causando daños que pueden oscilar entre pequeñas destrucciones locales y grandes extinciones. El sistema de vigilancia estadounidense Sentry detecta y monitorea todos los PHA conocidos, pero también todos los demás objetos potencialmente peligrosos para la Tierra. 
La caída de asteroides de roca o hierro mayores de 50 m de diámetro sucede con un intervalo medio de cien años, lo que puede producir catástrofes locales y maremotos. Cada varios cientos de miles de años, asteroides de más de un kilómetro causan catástrofes globales. En este último caso, los restos del impacto se esparcen por la atmósfera terrestre de tal modo que la vida vegetal sufre lluvia ácida, interrupción parcial de la luz solar y grandes incendios causados por los fragmentos de alta temperatura que caen al suelo tras la colisión (invierno nuclear). Estos impactos han ocurrido muchas veces en el pasado y seguirán ocurriendo en el futuro. A algunos de ellos se les atribuye la causa de grandes extinciones, como la extinción K-T que mató a los dinosaurios o la gigante del Pérmico que mató a más del 90 % de las especies y seres vivos. Por tanto, descubrir estos objetos y estudiarlos para determinar su tamaño, composición, estructura y trayectoria es una actividad prudente.

## La escala de Turín
Para clasificar la peligrosidad de estos objetos, se ha establecido la Escala de Turín (Torino scale), que se determina como sigue:
- Nivel 0: probabilidad de colisión cero o muy por debajo de la probabilidad de que un objeto al azar alcance a la Tierra durante las próximas décadas. También se aplica a objetos pequeños que se desintegrarían durante su entrada a la atmósfera terrestre.
- Nivel 1: probabilidad muy baja de colisión, similar a la probabilidad de que un objeto al azar alcance a la Tierra durante las próximas décadas.
- Nivel 2: probabilidad baja de colisión.
- Nivel 3: probabilidad de colisión capaz de causar daños locales superior al 1 %.
- Nivel 4: probabilidad de colisión capaz de causar devastación regional superior al 1 %.
- Nivel 5: probabilidad elevada de colisión capaz de causar devastación regional.
- Nivel 6: probabilidad elevada de colisión capaz de causar una catástrofe global.
- Nivel 7: probabilidad muy elevada de colisión capaz de causar una catástrofe global.
- Nivel 8: colisión segura, capaz de causar daños locales. Esto debería suceder una vez cada 50 a 1000 años.
- Nivel 9: colisión segura, capaz de causar devastación regional. Esto debería suceder una vez cada 1000 a 100 000 años.
- Nivel 10: colisión segura, capaz de causar una catástrofe climática global. Esto debería suceder una vez cada 100 000 años o más.

Cuando un nuevo objeto es detectado, se le aplica una clasificación base de cero y, conforme progresan las investigaciones, puede ir aumentando su nivel o volver a caer en niveles inferiores. Todos los objetos conocidos actualmente tienen un nivel de peligrosidad cero según esta escala. Existe una «escala técnica de Turín» más precisa.

## Spaceguard Survey
Spaceguard Survey es el nombre genérico de diversos programas internacionales dedicados a la detección y catalogación de objetos próximos a la Tierra, incluyendo los potencialmente peligrosos. España colabora con el programa Spaceguard Spain, cuyo máximo exponente es el Observatorio astronómico de La Sagra, ubicado en Granada.
Desgraciadamente, los recursos asignados a Spaceguard Survey son muy bajos y por ello se han cosechado fracasos sonados de cuando en cuando. Más de una vez, se detectó un objeto potencialmente peligroso cuando ya se alejaba de la Tierra. Ni los gobiernos ni la opinión pública consideran prioritario este asunto, por mucho que pueda estar amenazada la propia supervivencia de la especie humana y aunque recientemente ya se hayan producido dos avisos que no fueron detectados (ver Evento del Mediterráneo Oriental y Evento de Vitim).
Pese a la escasez presupuestaria, se cree que a base de ingenio y trabajo los distintos Spaceguard Survey tienen catalogados al menos la mitad de los objetos con diámetro superior a 1 km.

## El asteroide Apophis
De los aproximadamente 800 objetos registrados como potencialmente peligrosos, hay uno que resulta especialmente preocupante, el asteroide Apofis. Se trata de un objeto de grandes dimensiones (entre 250 y 400 metros de longitud). Entre los años 2004 y 2006 el asteroide estuvo en el nivel 4 de la escala de Turín. Apophis no se ha observado desde 2015, principalmente porque su órbita lo ha puesto muy cerca del Sol desde la perspectiva de la Tierra. No ha estado a más de 60 grados del Sol en ningún momento desde abril de 2014, y siguió estándolo hasta diciembre de 2019. En diciembre de 2004, algunas observaciones indicaban una probabilidad relativamente alta de colisión (alrededor del 2.7 %) en el año 2029. El 19 de octubre de 2006, la probabilidad de impacto estimada para el 13 de abril de 2036 era de 1 en 4500. Y con la anterior, también se ha identificado otra probabilidad de impacto para el año 2037. Con las observaciones más recientes de 2015, el impacto del 12 de abril de 2068 es ahora de 6.7 en un millón (1 en 150 000), y el asteroide tiene una probabilidad acumulada de 9 en un millón (1 en 110 000) de impactar la Tierra antes de 2106.

## Posibles reacciones ante un objeto de alta peligrosidad

### Armas termonucleares
Si se detectara un PHA de alta peligrosidad con algunos años de antelación, existe tecnología disponible para alejarlo de la Tierra[cita requerida]. El factor esencial es el tiempo: cuanto antes se detecte, más posibilidades existen de organizar un esfuerzo internacional que permita lanzar naves espaciales al objeto. La técnica primaria sería desviarlo con armas termonucleares, detonándolas por encima de su superficie de tal modo que los neutrones de alta velocidad irradien una zona del objeto con tanta energía que esa zona se expanda y explote. Por acción-reacción, esto actuaría como un cohete que lo desplazaría levemente de su trayectoria. Incluso este pequeño cambio (en torno a unos pocos milímetros por segundo) sería suficiente para que, con el paso de los años, evite la Tierra. El punto crítico en maniobras de este tipo es lograr un desvío sin fragmentación. Esto se debe a que los fragmentos podrían ser igual de peligrosos que el asteroide original, o más si se le suma la radiación generada por la explosión.

### Otras alternativas

Efecto Yarkovsky:
1. Radiación desde la superficie del asteroide
2. Rotación del asteroide
2.1 Localización de la "tarde"
3. Órbita del asteroide
4. Radiación solar

Para objetos más pequeños, se ha sugerido la instalación de velas solares de tal modo que la presión solar lo aparte de su trayectoria e incluso aplicar el llamado efecto Yarkovsky espolvoreando parte del objeto con tiza (blanca) u hollín (negro). Al cambiarle regionalmente el albedo, la forma de absorción de los fotones variaría y eso produciría un efecto rotacional que acabaría por afectar al semieje orbital mayor, modificando por tanto su trayectoria. Si se hace lo bastante lejos, esta modificación de la trayectoria sería suficiente para que fallase al llegar a la Tierra.
Existe la posibilidad de que un asteroide o cometa se aproximara en una órbita singular desde detrás del Sol y, por tanto, no pudiera ser detectado hasta unos meses antes del impacto.
La Fuerza Aérea de los Estados Unidos elaboró hace años un documento denominado Planetary Defense 2025 que contemplaba estas y otras opciones, pero no ha conducido a la toma de medidas activas al respecto.
El 27 de febrero de 2008 se dio a conocer el resultado del concurso mundial «Apophis Mission Design», convocado por la Sociedad Planetaria con la finalidad de diseñar una misión para determinar si el asteroide Apofis colisionará con la Tierra en 2036 y, llegado el caso, evitar la amenaza. El primer puesto lo obtuvo un consorcio estadounidense y la compañía española Deimos Space fue galardonada con un segundo premio.

## Impactos más recientes
Los impactos significativos más recientes de objetos celestes contra la Tierra son:
- El bólido de Tunguska, en Siberia, el 30 de junio de 1908, con una potencia explosiva estimada de 10 a 15 megatones.
- El bólido del Mediterráneo Oriental, el 6 de junio de 2002, con una potencia explosiva estimada de 26 kilotones.
- El bólido de Cheliábinsk, el 15 de febrero de 2013, con una potencia explosiva estimada de 500 kilotones.

## El problema Némesis
En un artículo publicado en la revista Nature, Davis, Hut y Muller han sugerido la posibilidad de que el Sol forme parte de un sistema binario con una estrella muerta formando la otra componente del par. A esta estrella se le llama Némesis, por «Némesis», la diosa griega de la venganza, aquella de la que nadie puede escapar. Según esta hipótesis, la órbita de Némesis alteraría la nube de Oort (donde están los cometas) cada 26 a 34 millones de años, causando una proyección de los mismos en dirección a su compañera el Sol (y, por tanto, también hacia la Tierra). Estas lluvias de cometas tendrían una duración de entre 100 000 y 2 000 000 de años, con un impacto grave en la Tierra cada 50 000 años. Los científicos rechazan totalmente esa hipótesis, precisamente debido a esa misma regularidad.